# مادلین دین
مادلین دین کانن (متولد ۶ ژوئن ۱۹۵۹) یک وکیل و سیاستمدار آمریکایی است که به عنوان نماینده ایالات متحده برای منطقه چهارم کنگره پنسیلوانیا خدمت می‌کند. این ناحیه تقریباً تمام شهرستان مونتگومری، یک شهرستان حومه ای در شمال فیلادلفیا، و همچنین بخش شمال شرقی شهرستان برکس را شامل می‌شود. دین یک دموکرات است.
او از باب و مری دین در گلنساید، پنسیلوانیا به دنیا آمد. او از دبیرستان ارشد ابینگتون و سپس از دانشگاه لاسال فارغ‌التحصیل شد و دکترای حقوقی خود را در دانشکده حقوق دانشگاه وایدنر دلاور دریافت کرد. او همچنین سیاست و خدمات عمومی را در مؤسسه دولتی فلس دانشگاه پنسیلوانیا خواند.